# 인 구슬

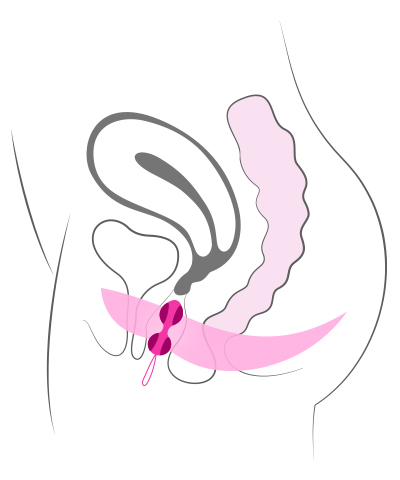

림 구슬(인노타마)은 여성의 질에 삽입해 사용하는 성인 용품 기구이다. 수풀 림(林)의 구슬이라고 표기하기도 한다. 지름 1㎝ 정도의 금속제 구각으로 내부에 방울이 있다. 보통 이를 2개 질에 삽입해 성교한다. 허리를 움직일 때마다 방울이 울려 쾌감을 자아낸다. 몇몇 문헌들은 대개 한 개씩을 사용한다고 적고 있다.

## 연혁
일설에 현종제가 양귀비와 '하기' 위해 만들게 했다는 설화가 있다. 로버트 반 휴릭은 중국의 면령이 일본의 인 구슬의 원형이 아니냐고 말한다. 다만 면령이 어떤 물건에서 어떻게 사용하는지, 애초에 이런 성인 용품 기구가 존재했는지 학자들 사이에서도 의견이 분분하다.
일본의 옛 문헌에서는 『호색일대 남자』(1682년)에 기술되어 있다. 또, 『색도중보기』에는 '두 개 세 개를 개에 넣어 두었다가 나중에 배꼽을 넣어 행한다'고 되어 있다.。

## 출전
1. 1 2  邱海濤(きゅう・かいとう) (2000년 11월 7일). 《中国五千年　性の文化史》. 번역 納村公子(なむら・きみこ). 集英社. 100–105쪽. ISBN 4-08-781159-X. 다음 글자 무시됨: ‘和書’ (도움말)
2. 1 2  福田和彦 (1988). 《江戸の性愛学》. 河出文庫. 河出書房新社. 19, 65쪽. ISBN 4309471358. 다음 글자 무시됨: ‘和書’ (도움말)
3. ↑  礫川全次 (2007). 《性愛の民俗学》. 歴史民俗学資料叢書 第3期. 批評社. 84쪽. ISBN 4826504691. 다음 글자 무시됨: ‘和書’ (도움말)
4. ↑  前田金五郎 (1980). 《好色一代男全注釈 下巻》. 角川書店. 470쪽. 다음 글자 무시됨: ‘和書’ (도움말)
5. ↑  長友千代治 編著. 《江戸時代生活文化事典―重宝記が伝える江戸の知恵 下巻 た～わ行》. 勉誠出版. 1581쪽. ISBN 978-4-585-20062-8. 다음 글자 무시됨: ‘和書’ (도움말)